# Список аеропортів Ізраїлю
Аеропорти в Ізраїлі поділяються на цивільні та військові. Діють 15 цивільних аеропортів, 8 військових авіабаз та один космодром. Три аеропорти є міжнародними. ICAO-коди для Ізраїлю починаються з LL.
Цивільні аеропорти в основному входять до юрисдикції Управління аеропортів Ізраїлю, військові — до юрисдикції Армії оборони Ізраїлю.

## Цивільні аеропорти
Основні цивільні аеропорти перебувають у віданні «Управління аеропортів Ізраїлю» — державного управління, створеного в 1977 році відповідно до закону «Про аеропорти Ізраїлю». Основними цивільними аеропортами вважаються аеропорти: Бен-Гуріон, Міжнародний аеропорт імені Рамонів, аеропорти Хайфи, Герцлії і Рош-Піни. Інші цивільні аеропорти перебувають у власності регіональних і місцевих рад, а також у приватній власності.
Повітряний контроль в аеропортах Ізраїлю перебуває у віданні ВПС Ізраїлю, за винятком аеропорту Бен-Гуріон і аеропорту Герцлія.

## Військові авіабази
В Ізраїлі всі військові авіабази перебувають у віданні Повітряних сил Ізраїлю. Працюють 9 військових авіабаз, з яких одна авіабаза спільного базування в аеропорту Хайфи.

## Закриті аеропорти
Нещодавно були закриті аеропорти: Атарот (2000), аеропорт Сде-Дов, аеропорт Ейлат і Міжнародний аеропорт Увда (всі три - 2019).

## Карта
- Міжнародні аеропорти
- Місцеві аеропорти
- Аеродроми
- Військові авіабази